# Zhongtiao Shan
Zhongtiao Shan är en bergskedja i Kina. Den ligger i provinsen Shanxi, i den norra delen av landet, omkring 310 kilometer söder om provinshuvudstaden Taiyuan.
Genomsnittlig årsnederbörd är 656 millimeter. Den regnigaste månaden är juli, med i genomsnitt 187 mm nederbörd, och den torraste är december, med 2 mm nederbörd.